# Konzendorf

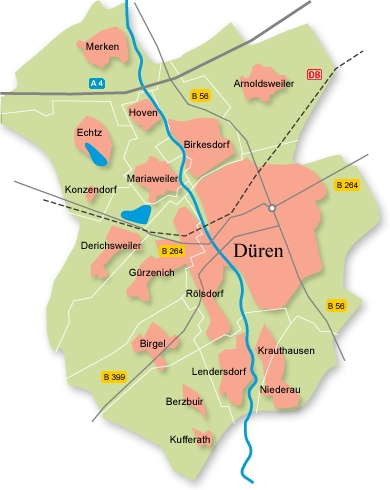
Die Lage von Konzendorf

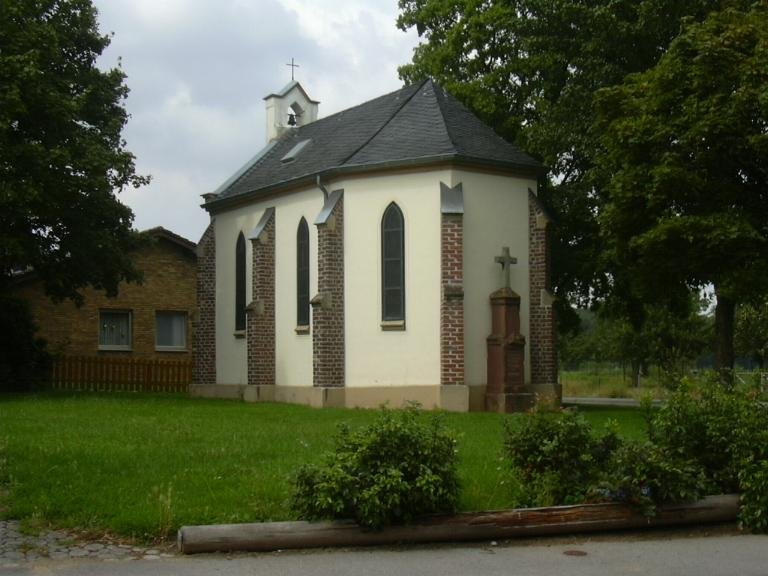
Die Kapelle

Konzendorf ist ein kleiner Ort, der zum Stadtbezirk Echtz-Konzendorf der Stadt Düren in Nordrhein-Westfalen gehört. Der Ort hat heute etwa 250 Einwohner.

## Geschichte
Konzendorf (Dürener Platt: Kozzedörp) ist eine fränkische Gründung aus dem 7. Jahrhundert. Der Name des Ortes geht auf Kuonzo = Konrad, also Dorf des Konrad zurück. Erstmals erwähnt wird der Ort als Cockindorp in den Liber valoris um 1300, als Pfarrdorf im Dekanat Jülich. Unter der von Jean Joseph Tranchot durchgeführten Topographischen Aufnahme der Rheinlande, zwischen 1801 und 1828, ist der Ort als Contzendorf eingezeichnet.

### Neugliederung
Von etwa 1800 bis zum 31. Dezember 1971 gehörte Konzendorf als Teil der Gemeinde Echtz-Konzendorf mit Obergeich, D’horn, Schlich, Merode und Geich als sogenannte „Herrschaft“ zum Amt Echtz. Das Amt gehörte ab 1816 zu Preußen. Am 1. Januar 1972 wurde das Amt Echtz aufgelöst, und die Gemeinde Echtz-Konzendorf kam zu Düren, die anderen Orte wechselten zur Gemeinde Langerwehe. Postalisch kam ab dem 1. Juli 1993 eine weitere Änderung einher: Konzendorf erhielt die neue Postleitzahl (PLZ) 52355, und Echtz wurde dem Gebiet der PLZ 52353 zugeordnet.
Nördlich des Ortes liegt ein Freizeitsee, der Echtzer See, der ursprünglich ein Braunkohletagebau war, in dem von 1918 bis 1941 Braunkohle gefördert wurde.

## Kirche
Die Mitte des 19. Jahrhunderts abgerissene Kapelle St. Pankratius wurde um die Jahrhundertwende an anderer Stelle durch eine neugotische Kapelle ersetzt. Die Kapelle zählt kirchlich zur Pfarrei Echtz.

## Verkehr
Der Ort ist im ÖPNV (Öffentlicher Personennahverkehr) nur schlecht erschlossen. Lediglich die Busse der Linie 239 (Schulbusse) des Rurtalbus (bis Dezember 2019 der Dürener Kreisbahn) fahren zweimal täglich durch Konzendorf.
| Linie | Verlauf                                                                                              |
| ----- | --- |
| 239   | Birgel – Gürzenich – Derichsweiler – Konzendorf – Echtz – Echtz Badesee – Mariaweiler – Gesamtschule |

Der Ort liegt am nördlichen Rand der Bundesstraße 264.